# فيكتور هرنانديز كروز
فيكتور هرنانديز كروز (بالإنجليزية: Victor Hernández Cruz)‏ هو شاعر أمريكي، ولد في 6 فبراير 1949 في Aguas Buenas, Puerto Rico ‏ في الولايات المتحدة.

## وصلات خارجية
- فيكتور هرنانديز كروز على موقع ميوزك برينز (الإنجليزية)